# 1883 en musique
| \| • Retour à la chronologie générale de la musique populaire • \| |
| XXIe siècle • XXe siècle • XIXe siècle • XVIIIe siècle XVIIe siècle • XVIe siècle • XVe siècle • XIVe siècle XIIIe siècle • XIIe siècle • XIe siècle • Xe siècle IXe siècle • VIIIe siècle • Haut Moyen Âge • Rome • Grèce |
| • Retour à la chronologie générale de la musique populaire • |

| • Retour à la chronologie générale de la musique populaire • |

| Années de la musique populaire : 1880 - 1881 - 1882 - 1883 - 1884 - 1885 - 1886    |
| Décennies de la musique populaire : 1850 - 1860 - 1870 - 1880 - 1890 - 1900 - 1910 |

## Événements
- Création du Glasgow Police Pipe Band, sous le nom de Burgh of Govan Police Pipe Band.
- Eugène Pottier remporte la médaille d'argent pour une chanson au concours de la goguette de la Lice chansonnière.
- Création de Thorens à Sainte-Croix, entreprise fabriquant des boîtes à musique, qui se spécialisera dans le matériel audio haut de gamme.

## Naissances

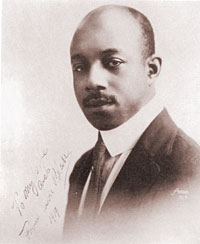
Eubie Blake

- 7 février :  Eubie Blake compositeur, pianiste et chef d'orchestre américain de ragtime, puis de jazz († 12 février 1983).
- 6 avril :  Vernon Dalhart, chanteur américain, interprète de musique country († 14 septembre 1948).
- 7 avril :  Louis Leplée, directeur de salle de spectacle français, « découvreur » d'Édith Piaf († 6 avril 1936).
- 9 mai :  Armin Berg, chansonnier, compositeur, pianiste et acteur autrichien († 23 novembre 1956).
- 26 mai :  Mamie Smith, chanteuse de jazz et de blues, pianiste et actrice américaine († 23 octobre 1946)[1].
- 29 mai :  Eugène Bizeau, poète et chansonnier anarchiste français († 16 avril 1989).
- 9 juin :  Libero Bovio, parolier et poète italien, auteur des paroles de quelque 600 chansons napolitaines, directeur de Canzonetta, maison d'édition consacrée à la musique napolitaine († 26 mai 1942).
- 19 août :  Adaline Shepherd, pianiste et compositrice américaine de musique ragtime († 12 mars 1950).
- 12 septembre :  Gus Cannon, musicien de blues américain († 15 octobre 1979).
- 25 octobre :  Clarence C. Wiley, pianiste et compositeur américain de ragtime († 2 mars 1908).
- 2 novembre :  João Pernambuco, musicien guitariste et compositeur brésilien († 16 octobre 1947).
- 6 décembre :  Lev Pulver, musicien russe appartenant à une famille de musiciens de tradition klezmer, compositeur et chef d'orchestre de musique classique, qui a aussi composé des chansons et des arrangements de chansons populaires yiddish : un des musiciens marquant la transition entre la musique traditionnelle juive d'Europe orientale et les formes occidentales de musique classique († 18 mars 1970).
- 15 décembre :  Nat Johnson, pianiste et compositeur américain de musique ragtime († 22 novembre 1921).
- 20 décembre :  Edward Claypoole, pianiste et compositeur américain de musique ragtime († 16 février 1952).
- 24 décembre :  Roger Toziny, chansonnier et parolier français, patron de cabaret à Montmartre († 3 mars 1939).

## Décès
- 21 décembre :  Joseph Darcier, acteur de théâtre, chanteur, chansonnier, musicien, compositeur et goguettier français (° 5 mars 1819).
- Date précise inconnue :
  -  Robert Dwyer Joyce, poète irlandais, collecteur de musique irlandaise (° 1830).